# Kvarteret Xenofon
Kvarteret Xenofon i Ronneby ingår i 1864 års rutnätsplan och delades likt Kvarteret Victor fram till 1885 av stadens gamla vallgrav då marken jämnades ut i samband med anläggande av nya kloakledningar. Ursprungligen bebyggdes kvarteret av hantverkare vars trähusbebyggelse revs på 1940-talet. Kvarteret kompletterades med ny bostadsbebyggelse under 1950-talet och den äldre kvarvarande bebyggelsen moderniserades med fler affärslokaler i bottenvåningarna med bland annat bageri.